# Томсон, Артур (анатом)
Артур Томсон (англ. Arthur Thomson; 21 марта 1858, Эдинбург, Шотландия — 7 февраля 1935, Оксфорд, Оксфордшир, Англия) — британский анатом и антрополог. Больше всего известен за формулировку «правила носа» Томсона (Thomson's Nose Rule), в котором говорится, что этнические группы, происходящие из холодного засушливого климата, как правило, имеют более длинные и тонкие носы, в то время как у тех, кто живёт в тёплом влажном климате, нос короче и толще. Основное физиологическое объяснение правила Томсона состоит в том, что нос помогает согревать и увлажнять вдыхаемый воздух; более длинный и тонкий нос увеличивает относительную площадь контакта между воздушным потоком и носовой полостью, и, как таковой, он чаще становится заметным в более холодном климате.

## Биография
Артур Томсон родился 21 марта 1858 года в Эдинбурге, Шотландия. Томсон получил образование в Эдинбургском университете. В 1885 году Генри Экленд нанял его читать лекции по анатомии в Оксфордском университете. Акланд был полон решимости создать медицинскую школу в Оксфорде, но после того, как он заболел, Томсону пришлось нести большую часть административного бремени. По мнению британского антрополога Питера Ривьера, именно это, в конечном итоге, помешало ему реализовать свой потенциал как анатома.
После получения диплома по антропологии в 1905 году Томсон стал одним из трёх профессоров Оксфордского факультета антропологии, до своего ухода на пенсию в 1933 году. С 1919 года и до выхода на пенсию он имел профессорскую должность доктора Ли в Оксфорде (первый обладатель этого звания), а также имел стипендию в колледже Крайст-Черче. Томсон был избран президентом Анатомического общества Великобритании и Ирландии с 1906 по 1908 год.
Главным хобби Томсона была акварельная живопись, и он время от времени выставлял свои работы в Королевской академии, где он был профессором анатомии с 1900 по 1934 год.
Артур Томсон умер 7 февраля 1935 года в Оксфорде, Англия.

## Публикации
- Справочник по анатомии для студентов-художников, Clarendon Press, 1896.
- Древние расы Фиваиды: антропометрическое исследование жителей Верхнего Египта с древнейших доисторических времен до мусульманского завоевания, основанное на исследовании более 1500 черепов, Артур Томсон и Д. Рэндалл-Макивер, Clarendon Press, 1905
- «Носовой индекс человека в зависимости от определенных климатических условий», Артур Томсон и Л. Х. Дадли Бакстон, в Журнале Королевского антропологического института Великобритании и Ирландии, вып. 53, 1923 г.
- Фонд исследований, эссе